# Black Sabbath
Black Sabbath là một ban nhạc heavy metal đến từ Birmingham, Anh. Được thành lập vào năm 1968 bởi Ozzy Osbourne (hát chính), Tony Iommi (ghita), Terence"Geezer"Butler (ghita bass), and Bill Ward (trống), từ đó ban nhạc đã nhiều lần thay đổi thành viên, tổng cộng đến giờ đã có 17 thành viên cũ.
Được hình thành từ một ban nhạc heavy blues tên Earth, ban nhạc bắt đầu kết hợp sự huyền bí và kinh dị trong ca từ, tiếng ghita âm trầm, đổi tên nhóm thành Black Sabbath và phát hành một album với một chuỗi thành tích những đĩa vàng và đĩa bạch kim trong thập niên 1970.
Là một trong những ban nhạc heavy metal ảnh hưởng nhất mọi thời đại, Black Sabbath đã giúp cho việc định nghĩa thể loại nhạc trên với album phát hành năm 1971, với số đĩa bạch kim gấp bốn lần, album Paranoid. Black Sabbath đã bán được trên 100 triệu album trên toàn thế giới, và được xếp thứ hai chỉ sau Led Zeppelin trong VH1's 100 Greatest Artists of Hard Rock.
Ozzy Osbourne bị khai trừ khỏi ban nhạc vào năm 1979, và được thay thế bởi thành viên hát chính cũ của nhóm Rainbow là Ronnie James Dio, kể từ đó Black Sabbath đã có một sự xoay vòng trong hàng ngũ thành viên ở thập niên 1980 và thập niên 1990 với các giọng hát chính là Ian Gillan, Glenn Hughes, Ray Gillen và Tony Martin. Đội hình nguyên thủy đã tái hợp với Osbourne vào năm 1997 và phát hành một album live, Reunion, đã đạt được giải Grammy với đĩa đơn"Iron Man", 30 năm sau khi bài hát được phát hành ban đầu trong album Paranoid.
Hiện tại, các thành viên của thập niên 1980 bao gồm Iommi, Butler, Dio, và Vinny Appice đang lưu diễn dưới cái biệt hiệu Heaven and Hell, cũng là tựa một album cùng tên của Sabbath.

## Thành viên
Thành viên hiện tại
- Ozzy Osbourne - hát chính (1968–1977, 1978–1979, 1985, 1997–nay)
- Tony Iommi - ghita điện (1968–nay)
- Geezer Butler - ghita bass (1968–1979, 1980–1985, 1987, 1990–1994, 1997–nay)

Thành viên lưu diễn
- Adam Wakeman – keyboard, guitar nền (2004–2006, 2012–nay)
- Tommy Clufetos – trống (2012–nay)

## Danh sách đĩa hát

### Album phòng thu
- Black Sabbath (1970)
- Paranoid (1970)
- Master of Reality (1971)
- Black Sabbath, Vol. 4 (1972)
- Sabbath Bloody Sabbath (1973)
- Sabotage (1975)
- Technical Ecstasy (1976)
- Never Say Die! (1978)
- Heaven and Hell (1980)
- Mob Rules (1981)
- Born Again (1983)
- Seventh Star (1986)
- The Eternal Idol (1987)
- Headless Cross (1989)
- Tyr (1990)
- Dehumanizer (1992)
- Cross Purposes (1994)
- Forbidden (1995)
- 13 (2013)